# Parepidosis rectangularis
Parepidosis rectangularis är en tvåvingeart som beskrevs av Kashyap 1993. Parepidosis rectangularis ingår i släktet Parepidosis och familjen gallmyggor. Inga underarter finns listade i Catalogue of Life.